# Hospital de Kunde
El Hospital de Kunde es un hospital de la ciudad de Kunde, Nepal, que sirve a 8.000 personas del distrito de Khumbu. Se encuentra a 3.840 metros sobre el nivel del mar y fue fundado por Edmund Hillary en 1966. El hospital fue financiado y operado por la Fundación Himalaya hasta 1976 y ahora cuenta con el apoyo de la Fundación Sir Edmund Hillary.
Después de que Hillary escaló el Everest en 1953, dirigió muchas otras expediciones a Nepal. Desde la década de 1960, estas expediciones se centraron en mejorar la salud y el bienestar social de la población de Nepal, incluida la mejora del abastecimiento de agua, la construcción de escuelas, puentes y una pista de aterrizaje en Lukla, además de la prestación de atención médica y un programa de vacunación contra la viruela.